# Compendio historial de la provincia de la Rioja

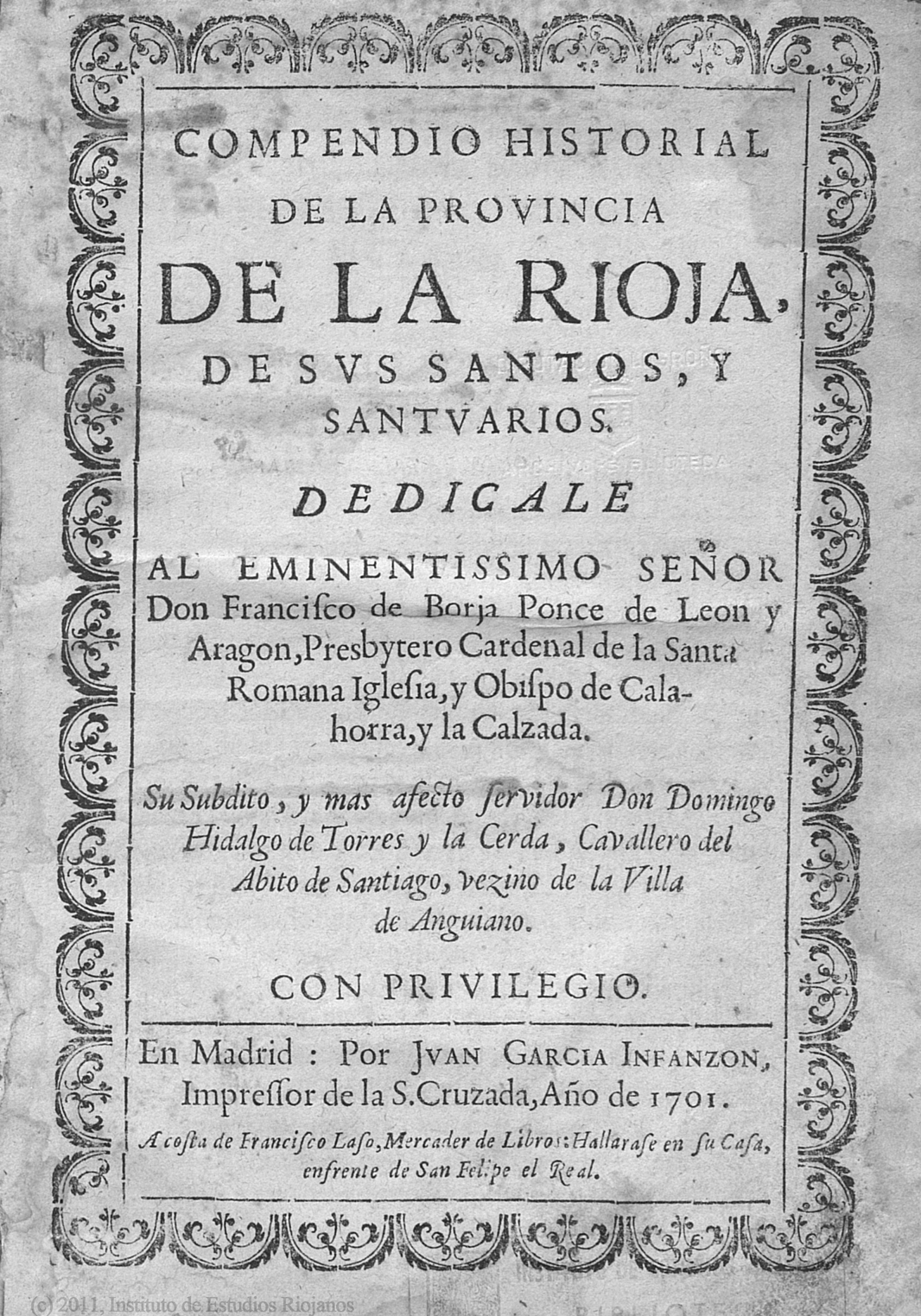
Portada original de la primera edición (año 1701)

El Compendio historial de la provincia de la Rioja, de sus santos y milagrosos santuarios es un libro publicado por primera vez en el año 1701 y obra de Mateo Anguiano Nieva, fraile del monasterio de Valvanera. Trata sobre historia de la región riojana y de los santos de cada una de sus localidades. Es un documento de gran valor como fuente documental histórica sobre La Rioja de finales del siglo XVII y comienzos del XVIII y uno de los primeros libros de historia riojana.
Tiene 800 páginas y dos ediciones, la primera de 1701 donde no aparece el nombre de su autor, aunque si el de su sobrino Don Domíngo Hidalgo de Torres y la Cerda. En la segunda edición de 1704 ya aparece el nombre de su autor, el fraile Mateo Anguiano.
El libro va repasando una por una las diferentes localidades de La Rioja como por ejemplo Torrecilla en Cameros, Quel, Haro, Autol, Soto en Cameros, Arnedo, Alfaro, Santo Domingo de la calzada etc.. realizando de esta manera una delimitación de La Rioja bastante exacta, donde se aprecian unos límites similares a los actuales, si bien entonces era de algo mayor extensión.
Uno de los párrafos del libro más citados en los estudios históricos sobre La Rioja es una breve descripción de la región que el autor realiza al comienzo de la obra; es el siguiente:
"en su longitud la Provincia de la Rioja va desde Villafranca de Montes de Oca hasta la villa de Ágreda, y su latitud se toma desde las cumbres de las Sierras, que por la mayor parte ciñen dicha provincia, que son muchas y muy altas. Todas las poblaciones que se contienen en dicha demarcación son pertenecientes a dicha Provincia, y sus Naturales son y se llaman Riojanos (…) La Provincia de la Rioja linda inmediatamente con los Reynos de Navarra y de Aragón, con las Provincias de Alaba y la Bureba, con tierras de Burgos y de Soria"
y más tarde:
"Dividese La Rioja en alta y baja: La alta comienza desde Villafranca de Montes de Oca hasta Logroño y la baja desde Logroño hasta Agreda y casi toda atraviesa a lo largo del río Ebro"
En ambos párrafos se ve una descripción de La Rioja con unos límites similares a los actuales.
El autor desarrollaría esta «provincia» de La Rioja como una entidad dentro de un marco superior, «la Cantabria».